# José Valdivieso
José Alberto Valdivieso Tetamanti est un entraîneur argentin de football né le 21 juin 1921 à San Martín.

## Biographie
Il joue pour l'Atlético Madrid de 1945 à 1953.
Il est entraîneur adjoint au Benfica Lisbonne, mais il assure l'intérim en 1954 et 1959.
Il gagne la Coupe du Portugal en 1959.

## Carrière

### En tant que joueur
- 1945-1953 :  Atlético Madrid

### En tant qu'entraîneur
- 1954 et 1959 :  Benfica Lisbonne (intérim.)
- 1964 :  Deportivo Galicia

## Palmarès
Avec le Benfica Lisbonne :
- Vainqueur de la Coupe du Portugal en 1959